# ORMICA
L'Organització Militar Catalana (ORMICA) fou una societat militar de caràcter nacionalista catalana fundada el 1926 per Josep Maria Batista i Roca a partir de la Societat d'Estudis Militars (SEM) durant el regnat d'Alfons XIII. L'organització, la qual fou més teòrica que pràctica, va veure la necessitat de construir un Exèrcit Català per assolir la independència del país.